# Borkhahn
Der Borkhahn ist eine 391,7 m ü. NHN hohe, vollständig bewaldete Erhebung und befindet sich im Gerstunger Forst, einem geschlossenen Waldgebiet der Gemeinde Gerstungen im Wartburgkreis in Thüringen. Naturräumlich zählt der Borkhahn zum östlichen Teil des Solztrottenwaldes im Richelsdorfer Gebirge.
Der heutige Flurname „Borkhahn“ ist mit „Vorderer Borkhahn“, „Mittlerer Borkhahn“ und „Hinterer Borkhahn“ in den Flurkarten verzeichnet. Der ursprüngliche Forstortsname ist nicht bekannt, im Urmesstischblatt (Mitte 19. Jahrhundert) wird der Berg noch als „Birkhahn“ bezeichnet, dort ist eine Heidelandschaft dargestellt. Am Westhang des Berges entspringt der Vitstrauchbach, die dortige Flur trägt den Namen „Das Gebrannte“ – ob als Hinweis auf Brandrodung oder einen natürlich verursachten Waldbrand – kann nicht entschieden werden. Der am Südrand des Gerstunger Forstes gelegene Borkhahn wurde im ausgehenden 19. Jahrhundert mit Kiefern und Fichten aufgeforstet. Während der DDR-Zeit lag der Gerstunger Forst unzugänglich im Sperrgebiet.